# کامو و چوگان
کامو و‌ چوگان شهری از توابع بخش قمصر شهرستان کاشان استان اصفهان ایران است.
که با پیوستن دو منطقهٔ «کامو» و «چوگان» در دی‌ماه ۱۳۹۲ با تاییدیه و مصوبهٔ هیئت دولت، تشکیل و نام آن از شهر جوشقان‌ و‌ کامو به کامو و چوگان تغییر یافت.
این شهر در دامنه کوه کرکس به زبان محلی کوه گرگش جنوب رصدخانه ملی ایران قرار دارد.این رصد خانه سومین رصدخانه بین المللی دنیاست که مورد توجه ایران و جهان قرارگرفته است.کامووچوگان در ۷۰ کیلومتری کاشان و ۱۲۰ کیلومتری اصفهان قرار گرفته است، طبق گفته معاون علمی و فناوری رییس جمهوری بهره برداری از رصدخانه ملی ایران در کلاس چهار که تنها رصدخانه منطقه جغرافیایی از اسپانیا تا هند محسوب می شود، فخر علمی برای پروژه های علمی در حال اجرا در کشور است.هشت رصدخانه در نیم کره شمالی زمین و از اسپانیا تا هند، هیچ رصدخانه ای در این منطقه جغرافیایی وجود ندارد. کامو‌و‌چوگان در ۷۰ کیلومتری کاشان و ۱۲۰ کیلومتری اصفهان قرار گرفته‌است.
به‌گواه تاریخ بزرگ‌ترین تمدن‌های بشری در کنارهٔ رودها و آبرفت‌های حاصلخیز تشکیل شده است؛ شهر کامووچوگان با وجود رودخانه‌ای دائمی و پر آب در قلب فلات خشک و بیابانی مرکزی ایران هزاران سال است محل اسکان انسان متمدّن بوده که وجود بناهای باشکوهی مانند برج میرزا آقاخان از دورهٔ اسلامی و کشف سفالینه‌هایی از دورهٔ پیش‌از اسلام مهر تاییدی بر این ادعاست.

## زبان
گویش مردم  زبان زبان راژی از شاخه زبان‌های ایرانی مرکزی است.

## وجه تسمیه
اسم «کامو» متشکّل از کلمات «کام» به‌ا‌ضافه‌ی «اُوْ» (در زبان زرتشتی) و به معنای دهانه یا سرچشمه‌ی آب است؛ در فلات مرکزی ایران که اقلیمی بیابانی و خشک دارد، مناطق دارای رودخانه‌ی دائمی بسیار پررونق و مهم بوده‌اند. رود کبیر کامو؛ موسوم به «کاس‌رود» طبق نامی که از دیرباز بر خود یدک می‌کشد و بنابر منابع تاریخی به‌عنوان دریای کاس (همان کاشان) یا رودخانه‌ی کاس زبانزد بوده‌است.
علت نام‌گذاری «چوگان» رونق این ورزش و بازی باستانی درگذشته و به‌خصوص عهد صفوی، در منطقه‌ی مسطح وخوش آب‌وهوای جنوب شرقی شهر بوده است.

## تاریخچه
فرهنگ جغرافیایی ایران جلد ۳ می‌نویسد:
جوشقان قصبه مرکزی دهستان تابع بخش میمه شهرستان کاشان و به جوشقان قالی معروف است. جوشقان میمه را بواسطه معروفیت قالی آن جوشقان قالی می‌نامند. این قصبه در ۱۸ هزارگزی شمال میمه واقع و دارای ۲۷۶۶ تن جمعیت است. آب قصبه از ۷ رشته قنات و رودخانه کامو تأمین می‌گردد. محصول عمده آن غلات، حبوبات، انگور و سیب زمینی و میوه‌جات سردسیری و لبنیات و صنایع دستی قالی بافی بدون نقشه و کرباسبافی است. قالی‌های نقش جوشقان در کشور معروف است. خط تلفن کاشان به میمه از این قصبه می‌گذرد. راه فرعی ماشین‌رو به میمه و دبستان و ۲۰ باب دکان دارد. مزارع و روستای چوگان که مابین کامو و جوشقان است و حدود صد خانوار در آن زندگی می‌کنند که مسجد جامع آن در منطقه معروف است. روانج و چند مزرعه کوچک دیگر جزء این قصبه‌است. از آثار قدیم برج خرابه روی تپه مجاور و بنای امامزاده آن است.

### زلزله ۱۲۲۳ هجری شمسی
در تاریخ ۱۲ ماه مه سال ۱۸۴۴ میلادی، مصادف با  یکشنبه ۲۲ اردیبهشت ۱۲۲۳ هجری خورشیدی، در زمان سلطنت محمد شاه قاجار زلزله شدیدی در کامو وچوگان رخ داد که در اثر شدت آن به ایوان مسجد شاه اصفهان نیز آسیب رسید. 

## اقتصاد و دیدنی‌ها
از کشتزارهای  کامو و چوگان هر ساله ۵۰۰ تن گل محمدی به‌دست می‌آید . دشت‌های کامو نیز از چراگاه‌های خوب ناحیه مرکزی ایران است.
گلاب به دست آمده گاه به خاطر کیفیت بالا به خارج از کشور هم صادر می‌شود.بادام، گردو،انگور،کشمش،گلابی گیلاس،آلبالو،زردآلو، هلو، سیب و.. از دیگر محصولات این شهر است. در این شهر درختان گردوی ۲۰۰ساله‌ای وجود دارد که محصول فراوانی هم می‌دهند. این شهر ۲امامزاده دارد: «عبدالله» و «محمد»
قلعه دز و قلعه خانه و برج میرزا خان کامو و سراه عبدالله کامو و منزل حاج علی عباس در کامو ومسجد جامع در چوگان از آثار دیدنی آن است. از بزرگان این شهر می‌توان به میرعلاءالدین اشاره کرد که بقعه‌اش هنوز پابرجاست. همچنین چوگان  مهد ورزش باستانی چوگان بازی در گذشته‌های بسیار دور بوده‌است که اکنون نیز بقایای دشت وسیعی بنام اسب ریز در بین دو روستای کامو و چوگان وجود دارد.
سنگ‌های بنای میدان آزادی تهران همه از کوهی در کامو وچوگان کنده شده‌اند.

## فرهنگ و اجتماع و رسوم کامو‌و‌چوگان
کشاورزی و دامداری پیشه‌ی اکثر اهالی این منطقه بوده است که متاسفانه به‌دلیل مهاجرت بیش‌ازحد رونق گذشته را ندارد. بیشترین میزان زیر کشت محصولات کشاورزی را گل محمدی تشکیل می‌دهد و به‌دلیل برودت هوا، آخرین گل محمدی انبوه کشور در منطقه کامووچوگان استحصال می‌شود؛
این‌جا سرزمین عطر و گلاب است که دامنی معطر از گل‌های محمدی دارد و خاکش مبارک است به پینه‌ی دستان مردانِ زحمت و نان حلال؛ مأمن مادران عشق است و موطن رویش فرزندان ایثار؛ شهر کامووچوگان به‌نسبت جمعیت محدود خود  با تقدیم ۴۰ شهید در دفاع از انقلاب اسلامی سهمی بزرگ داشته است.
در کامو، ۳۵ روز پیش از نوروز، روز اول سال است. در میان کامویی‌ها رسم است که مردان در این روز به زنان هدیه‌ای بدهند که به آن «اسفندی» می‌گویند. این رسم مشابه رسم هدیه روز والنتین است.
از جشن‌های دیگر محلی جشن «قوچ پاجن» (قوچ (گوسفند نر) و پازن (بز نر)) است. در این جشن مردم به شاخ قوچ‌ها انار می‌آویزند تا بره‌های بیشتری به‌دنیا آورد.
شیرینی بومی کامو برشتوگ و دیگری نان زنجبیلی نام دارد.، قالی و سفره‌بافی از صنایع دستی اصلی محل (بوده) است.
سفره‌های کامو شهرت جهانی داشته و در رده گرانترین دست باف‌ها محسوب می‌شود.
زبان مردم کامو از گویش‌های ایرانی مرکزی ویا به قول خودشان، راجی، است.
تمامی افراد از کوچک به بزرگ حتی کسانی که سالیان دراز در خارج از محل بوده و با زبان فارسی صبحت می‌کنند هنگامی که وارد وطن خود می‌شوند با زبان محلی تکلم می‌کنند،بزرگترین و قدیمی ترین طایفه کامو به طایفه حسن رمون معروف است.
ادوارد براون انگلیسی که در زمان ناصرالدین شاه قاجار در تاریخ چهارم اکتبر ۱۸۸۷ میلادی تا سپتامبر ۱۸۸۸. م به صورت یک جهانگرد به ایران آمده و کتابی به نام «یکسال در میان ایرانیان» را به رشته تحریر درآورده هنگام عبور از کاشان به اصفهان توقف کوتاهی در روستای «قهرود» کاشان واقع در ۲۲ کیلومتری شمال کامو داشته و تحقیق مختصری را در مورد این زبان انجام داده است. او می‌نویسد:
«راجع به مبدأ و چگونگی پیدایش این زبان از مردم سؤال کردم ولی آن‌ها نتوانستند جوابی به من بدهند و همین قدر گفتند که فارسی قدیم است. در ایران فارسی قدیم به تمام لغات و ریشه‌هایی اطلاق می‌شود که در زبان‌های پهلوی جدید و پهلوی قدیم و ریشه‌های سانسکریت وجود داشته‌است. اما این زبان محلی یک رشته زبان تقریباً مستقلی است که در قسمت مهمی از ایران و با تغییر لهجه متداول می‌باشد و زبان نطنزی همین زبان است. این زبان همچنین با زبان زردشتیان یزد و کرمان قرابت زیادی دارد.»

## جغرافیا و اتمسفر
کامو شهری مرتفع است. در شرح یکی از اصلی‌ترین علل اسم‌گذاری کاشان در تاریخ قم آمده است: «علت نام قاسان به‌خاطر رودخانه‌ای که به‌زبان عجم کاسه‌رود می گویند است. و قاسان دریا بوده است و آن‌را کاس رود خوانده اند و اول موضعی که از آب بیرون آمده بوده و این موضع بلندترین نقطه بوده است.»
آسمان شفاف، ارتفاع و جنس مطلوب زمین و دوری از منابع بزرگ آلودگی نوری باعث شده تا در بین ده‌ها قلهٔ کشور، رصدخانه‌ی ملی ایران در قله‌ی ۳۶۲۲متری گرگش و در شهر کامووچوگان احداث شود.
خاک حاصلخیز، رودخانه‌ی دائمی، چشمه‌ها و قنات‌های پرآب، عوارض متنوع زمین همراه با عرصه‌ای پهناور و مسیر دسترسی سه‌جانبه‌ی مستقیم به سه بخش مهم و غیرمستقیم به سه مرکز استان ازجمله قابلیت‌های استراتژیک شهر است.
کامو در حدود بیست کیلومتری شمال شهر مِیمه، حدود ۷۰ کیلومتری جنوب‌غربی شهر کاشان قرار دارد. کوه‌های گرگش (بلندترین قله ۸۹۵، ۳ متر) از شمال، کَمَر خَرونْجِن از شمال‌شرقی، کَمَر سیاه (ارتفاع ۶۳۰، ۳ متر) از مشرق، کَمَر سفید (ارتفاع ۹۵۰، ۲ متر) و قُرُقْچی از مغرب و چال و پارَند/ پَرَند از شمال‌غربی آن را احاطه کرده‌است.
با توجه به تحقیقات به عمل آمده و اینکه منطقه کامو وچوگان  گرانیگاه ایران محسوب می‌شود و از حیث غارهای ایجاد شده در کوه‌های مرتفع و سر به فلک کشیده این منطقه از خاستگاه‌های اولیه پیدایش بشر بوده و ابزارهای سنگی بدست آمده در زمینه شکار حیوانات در کامو وچوگان یکی از قدیمی‌ترین مراکز اسکان بشر بوده و بلندترین نقطه جغرافیایی استان اصفهان نسبت به سطح دریا می‌باشد و بقایای شکل‌گیری خشکی پس از فرورفتن آب اقیانوس اولیه حدود دو میلیارد سال از حیات این ناحیه می‌گذرد.
حجاری، ساخت ابزارهای سنگی، پالایش مواد، پیدایش لوله‌های سفالین انتقال آب در هزاره سوم قبل از میلاد، ساخت استخرهای مهار آب، طراحی وسایل مخصوص پالایش ماست بنام مشک، تولید آهک، ساخت طلا در منطقه پا سنگ زر، سفالگری، ساخت تجهیزات کشاورزی، ابداع ورزش‌های سنتی و ابزارهای مربوط به آن‌ها مانند نبی بازی، کازو، کالاچ و غیره، ساخت قفلهایی مانند کلون، قالی بافی، سفره بافی، گلیم بافی، علم تولید آلیاژ در هزاره‌های قبل از میلاد، علم گیاه‌شناسی و طب سنتی، ترویج کشاورزی، رکورد بذر گندم و سیب زمینی، استفاده از چرم در امر حفاظت از مواد غذایی از دیرباز مانند قلیه و دیگ‌های روغن و مشکوله‌های نگهداری ماستینه، تولید زغال، ابداع تنورهای گلی، صنعت آهنگری، نساجی و پشم ریسی و… از نبوغ منحصربه‌فرد این مردم است.

## آب و هوا
قله‌ی گرگش، یکی از قلل اصلی رشته‌کوه زاگرس در قسمت شمالی شهر برکات زیادی را برای منطقه و حتی مناطق هم‌جوار به ارمغان آورده است؛ ازجمله ایجاد استثنای اقلیمی در میانه‌ی مناطق کویری کاشان و بیابانی برخوارومیمه که به‌واسطه‌ی نگه ‌داشتن ابرها و سامانه‌های بارشی توسط این کوه، ناحیه‌ای خوش آب‌وهوا با قابلیت‌های مختلف گیاهی و جانوری و سفره‌های زیرزمینی غنی از آب ایجاد کرده است.
کامو در نزدیکی یکی از گرمترین نقاط کره زمین، این روستای سردسیر و ییلاقی قرار دارد که تا خودتان به این منطقه شگفت‌انگیز سفر نکنید باور نمی‌کنید که در کویری گرم و سوزان تکه‌ای از این بهشت سرسبز و زیبا جا خوش کرده‌است. تنها با رفتن به کامو وچوگان می‌توانید لذت برف بازی در نزدیکی کویر داغ را تجربه کنید و با دیدن زیبایی‌ها منحصربه‌فرد آن چشمان خود را نوازش دهید.
کامو یکی از آبادی‌های کاشان است که به علت داشتن آب و هوای خنک و کوهستانی از زمان‌های خیلی دور ییلاق کاشان، بخش کویری و گرمسیری کاشان و آبادی‌های تابعه آن بوده‌است. این روستا در دره‌ای با شیب ملایم قرار دارد و از دامنه‌های بلندی‌های کرکس و گرگش آغاز می‌شود و به سمت جوشقان ادامه پیدا می‌کند.
کامو در ارتفاعات قرار گرفته‌است و به دلیل آب و هوای معتدل سردسیری و رودخانه دائمی پرآب و فراوانی آب‌های جاری دارای طبیعتی کاملاً سرسبز است و کوه‌های اطراف آن با پوشش انبوه درختان چشم‌اندازی وصف ناپذیر دارد. شغل اصلی مردم دامداری و کشاورزی است و محصولات سردسیری بسیار مرغوبی در آن کشت می‌شود. گلستان گل محمدی، موستان انگور، باغ هایی با درختان 
گردو،بادام،گیلاس،آلبالو،زردآلو،آلوچه،هلو،سیب درختی،گلابی و ... دراین روستای کوهستانی به وفور دیده می شود.
کامو در چهار فصل سال تماشایی است. شکوفه‌های خندان باغ‌های میوه در بهار، درختچه‌ها و درختان سر به فلک کشیده سرسبز و گل‌ها و گیاهان وحشی و هوای خنک و دلپذیر در تابستان و طبیعت رنگارنگ آن در پاییز و چشم‌انداز ارتفاعات پراز برف و امکان پیست اسکی آن در زمستان تنها گوشه‌ای از زیبایی‌های این روستای دیدنی است. چوگان در همسایگی کامو دارای طبیعتی بکر و زیباست گلستان‌های گل محمدی، مزارع کشت گندم و جو، موستان‌های انگور، باغستان‌های گردو و بادام..